# Szentháromság ünnepe
A Szentháromság ünnepe (latinul: Festum Trinitatis) a történelmi nyugati keresztény egyházakban elterjedt háromszemélyű egy Isten ünnepe, melyet a pünkösd utáni vasárnapon tartanak meg. Pünkösd után az első, húsvét után a nyolcadik vasárnap. Az ünnepet legelőször Lüttichben tartották meg a 10. század elején, majd XXII. János pápa 1334-ben elrendelte megünneplését a római katolikus egyházban. Ennek tudható be, hogy népszerűségének köszönhetően több protestáns egyház is átvette. A görögkatolikus egyházban ez az ünnep a pünkösd utáni napon, pünkösdhétfőn van, ekkor a csókolóállványra az Ószövetségi eseményt illusztráló képet szokták kitenni, mely Ábrahám látogatóit ábrázolja. A leghíresebb Andrej Rubljov Szentháromság-ikonja. Az ünnepet az ortodox egyház pünkösdkor tartja meg, a Szentháromság napján pedig mindenszentek napját ünnepli, amelyet a katolikusok november 1-én ünnepelnek. Legkorábbi lehetséges dátuma május 17., legkésőbbi június 20.

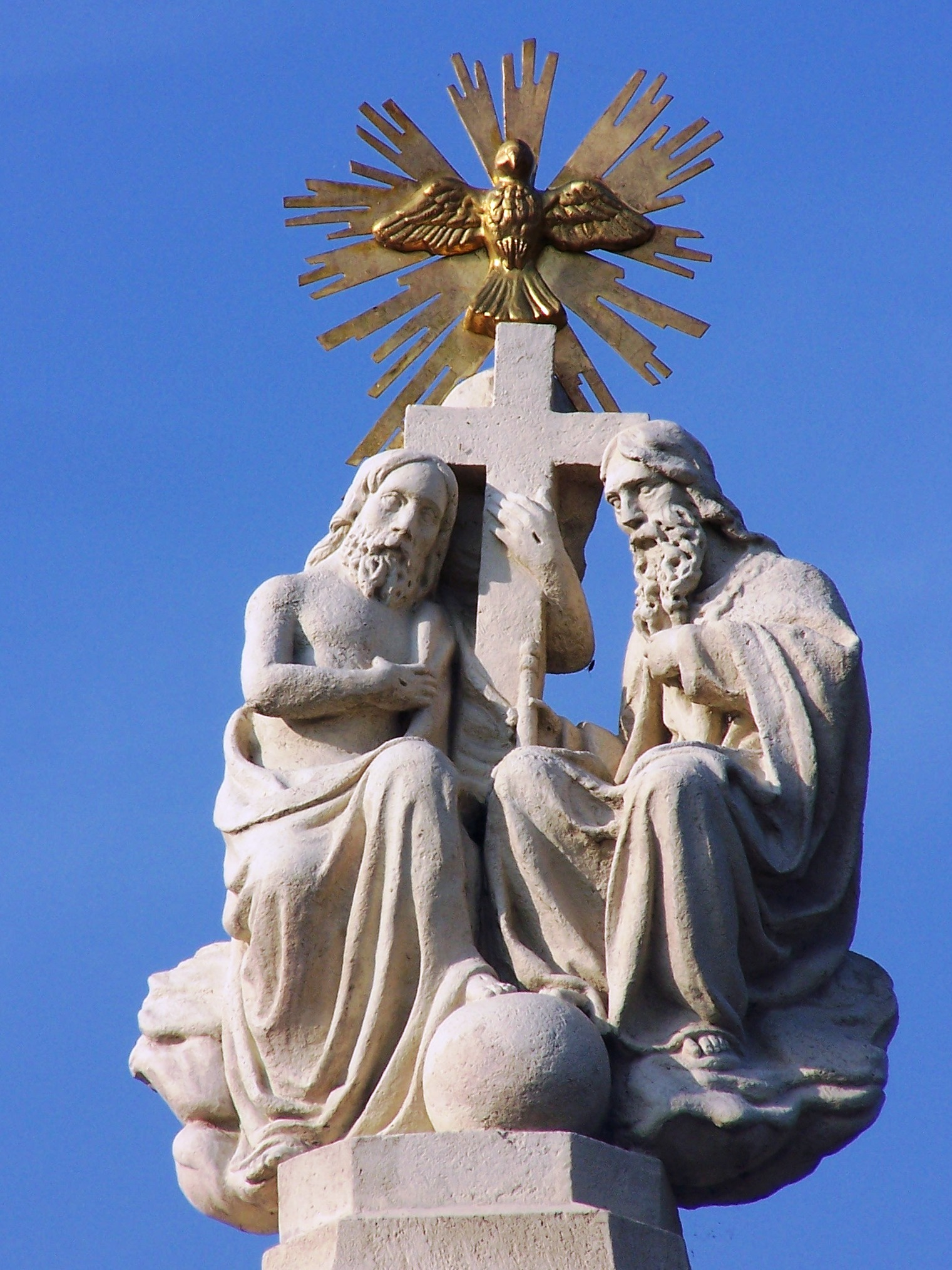
Szentháromság-oszlop Biatorbágyon

A Szentháromság tisztelete a barokk vallásosságban kap kiemelt hangsúlyt. A barokk egyházi művészetek hierarchikus szelleméhez nagyon illett a Szentháromság misztériuma, az istenség misztikus szintézise.